# Glacis (tecnología militar)

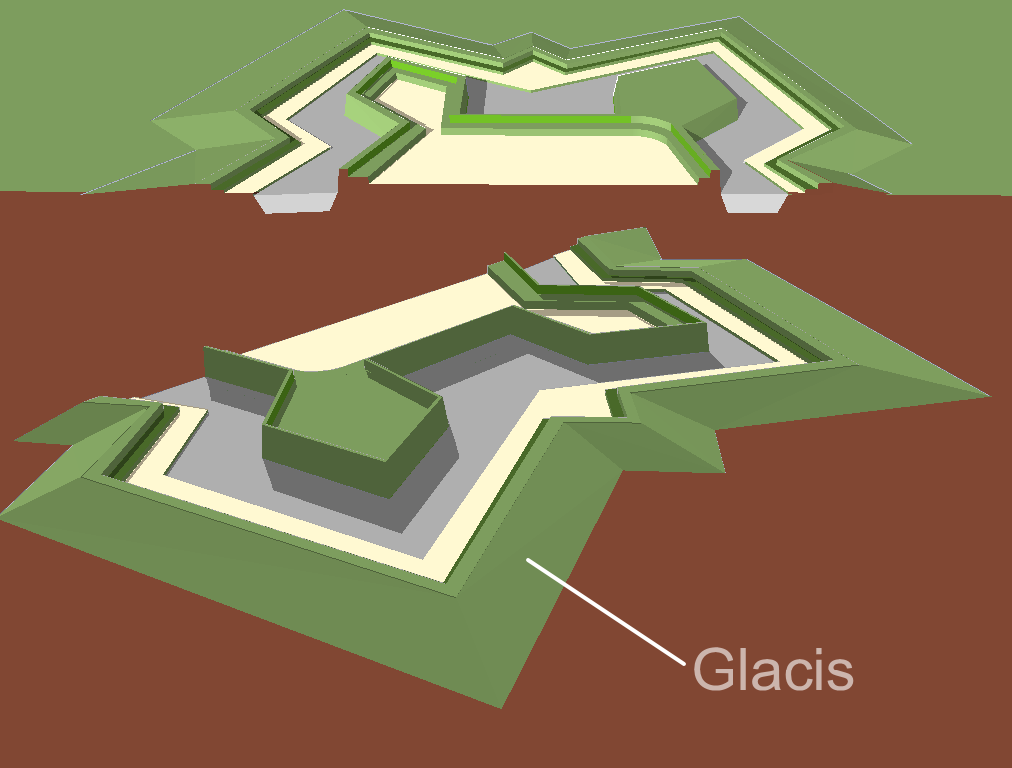
Glacis de una fortificación de la Edad Moderna.

Glacís es, en el entorno de una fortificación permanente, el terreno en declive que se extiende desde el camino cubierto hacia la campiña. Se hace al borde la contraescarpa, a partir del parapeto del camino cubierto, con una pendiente suave, de modo que aunque el enemigo llegue cerca del foso siga expuesto al fuego desde el interior de la fortaleza.
Se da también el nombre de glacis, o con más precisión, glacis de embrasadura, al plano inferior de la cañoñera que se dispone con una inclinación hacia fuera que permite batir el glacis.
El uso de estas estructuras se debe a la aparición de las armas de fuego, y su aparición, así como la de los revellines, se sitúa a finales del siglo XV y comienzos del XVI. El glacis tiene un doble efecto beneficioso para los defensores: hace rebotar en él las balas de artillería, que salen despedidas por encima de los muros de la fortificación sin dañarlos, y en segundo lugar constituye una amplia superficie despejada, batida por el fuego defensor, y en pendiente que las unidades de asalto del ejército atacante deben atravesar previamente a saltar al foso y atacar las murallas.

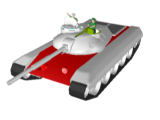
En rojo el glacis del blindaje de un carro de combate

En los vehículos blindados se denomina glacis también a la parte inclinada del blindaje. Esta inclinación sirve para mejorar las capacidades antibalísticas del blindaje.